# Kanye
Kanye – miasto w południowej Botswanie, ośrodek administracyjny Dystryktu Southern. Liczy 44718 mieszkańców (2005).
Jest również stolicą terytorium plemiennego Bangwaketse, wodzem tego plemienia jest Kgosi Seepapitso IV.
Kanye jest podzielone na trzy okręgi wyborcze, podział odnosi się do wyborów Zgromadzenia Narodowego Botswany. Noszą one nazwy Kanye Północne, Kanye Południowe i Kanye Wschodnie. Nie ma natomiast okręgu Kanye Zachodnie.